# Eupelops capensis
Eupelops capensis är en kvalsterart som beskrevs av Grobler 1989. Eupelops capensis ingår i släktet Eupelops och familjen Phenopelopidae. Inga underarter finns listade i Catalogue of Life.